# Juan Carlos Mauri
Juan Carlos Mauri (Capitán Sarmiento, 5 de junio de 1906 - Buenos Aires, 16 de agosto de 1978) fue un escritor argentino, perteneciente al Grupo de Boedo. Su extensa obra, está formada, sobre todo, por más de cincuenta piezas teatrales, además de novelas, cuentos y poesías. A sí mismo se consideró un dramaturgo y tuvo una destacada intervención en el Teatro del Pueblo, fundado por Leónidas Barletta.

## Datos biográficos y obra
Al morir su padre Carlos Mauri, la familia se trasladó desde su pueblo natal de Capitán Sarmiento a Buenos Aires. Integrante de una familia de escasos recursos, abandonó los estudios para trabajar en distintos oficios: carpintero, cargador de carbón y, obligado por las necesidades económicas, vivió unos años en Montevideo, donde aprendió el oficio de carnicero.
En 1931, se inaugura el Teatro del Pueblo y, entre otras obras, se representan dos de las suyas: La madre ciega y El pobre hogar. Mientras escribe, trabaja como carnicero hasta casi el final de su vida y forma una familia con Sara Babino, con la que tiene a sus hijas Paulina y Ángela. Por su obra Sombras del pasado gana el Premio Municipal Eva Perón, en 1954.